# Mørke (film)
 For alternative betydninger, se Mørke. (Se også artikler, som begynder med Mørke)
Mørke er en dansk film fra 2005, instrueret af Jannik Johansen, der også har skrevet manuskript med Anders Thomas Jensen.

## Medvirkende
- Nikolaj Lie Kaas som Jacob
- Nicolas Bro som Anker
- Lærke Winther Andersen som Hanne
- Laura Drasbæk som Nina
- Lotte Bergstrøm som Julie
- Anne Sophie Byder som Sonja
- Morten Lützhøft som Carl
- Lisbet Lundquist som Caroline
- Hother Bøndorff som Rikkes far
- Katrine Hartmann Nielsen som Rikke Bjerre
- Lars Lunøe som Ka Hjort
- Jørgen Lysemose som Bryllupspianist
- Søren Thomsen som Onkel Svend
- Ane Vinther som Rikkes mor